# فينيرا 16
فينيرا 16 (بالروسية:Венера-156) هو مسبار فضائي سوفيتي أرسل إلى كوكب الزهرة ، المسبار أرسل لتخطيط خرائط ذات وضوح عالي لكوكب الزهرة.

## الإطلاق
أطلق فينيرا 16 في عام 1983 في السابع من يوليو الساعة 2:32:00 ووصل مدار الزهرو في الحادي عشر من أكتوبر عام 1983 وكان هذا بعد إطلاق فينيرا 15 بيوم واحد.

## التصميم
كلا من فينيرا 15 و فينيرا 16 كانا مزودين برادار وكانا بنفس التصميم والتفاصيل.